# 赵天翔
赵天翔（1963年12月—），男，中國共產黨黨員、中国人民解放军少将、中國大陸政治人物。
歷任陆军炮兵防空兵学院首任院长，中共陕西省委委员、常委，陕西省军区司令员。